# MyFonts
MyFonts (de l'anglais signifiant littéralement « mes fontes ») est un site web américain qui commercialise des polices de caractères à télécharger sous forme numérique. Basée à Cambridge, dans l'État du Massachusetts, l'entreprise a été lancée en septembre 1999 durant la conférence annuelle de l'Association typographique internationale qui se tenait à Boston, et a commencé à vendre des polices en mars 2000.
Son slogan est « The world's largest collection of fonts » (littéralement « La plus grande collection de polices du monde »).

## Catalogue
Le catalogue de MyFonts comprend aussi bien les productions des plus grandes fonderies, que celles de fonderies plus modestes ou de typographes travaillant en indépendants. C'est ainsi que les classiques de Linotype, tels qu'Helvetica ou Univers, y côtoient les créations plus récentes de Mark Simonson, Nick Curtis ou Ronna Penner. En tout, 113 000 polices de 1 200 fonderies différentes sont disponibles à la vente début 2014.
La politique de MyFonts est d'être ouvert à n'importe quelle fonderie du moment que ses polices peuvent être vendues légalement, et qu'elles sont techniquement bien conçues, sans considération d'ordre esthétique. Toutefois, lorsqu'une recherche est effectuée grâce au moteur interne parmi les polices disponibles, les résultats qui sont retournés sont classés par ordre décroissant de popularité, si bien que les polices considérées comme les moins esthétiques par le public (et donc les moins achetées) sont reléguées en fin de liste. La visibilité des polices qui se vendent le mieux est également améliorée de diverses manières : une section Best Sellers liste les 50 polices les plus vendues au cours du dernier mois, une autre section Hot New Fonts liste les polices récemment ajoutées à MyFonts qui ont été les plus vendues au cours des 50 derniers jours, et une lettre d'information intitulée Rising Stars (littéralement « étoiles montantes ») présente les nouvelles polices les plus populaires.
Bien que MyFonts soit une filiale de la fonderie Bitstream, MyFonts se défend de pratiquer le moindre favoritisme à l'encontre de la maison-mère, et assure que seuls les chiffres de vente déterminent la visibilité des polices.

## Identification de polices
MyFonts propose également un service dénommé WhatTheFont! (littéralement « quelle est la fonte ? ») permettant, à partir d'un échantillon bitmap sur lequel figure un texte composé dans une police inconnue (capture d'écran, scan, image trouvée sur Internet, etc.), de l'identifier gratuitement et de manière automatisée, au moyen d'algorithmes.
Typiquement, le processus comprend trois étapes :
- l'utilisateur, après avoir sélectionné et éventuellement retravaillé l'image à analyser, la télécharge vers le serveur de MyFonts ;
- le système reconnaît quelles lettres composant le texte, et présente le résultat à l'utilisateur en lui demandant de le vérifier pour, le cas échéant, le corriger ;
- le système propose une liste de polices qui, parmi celles que vend MyFonts, pourraient correspondre, avec des liens pour les acheter.

Si aucune ne correspond, l'utilisateur a également la possibilité de soumettre sa requête sur un forum où des volontaires humains tenteront d'y répondre ; l'esprit de compétition permet en général d'avoir une réponse rapide.
MyFonts n'a pas donné de détails à propos des algorithmes utilisés par WhatTheFont!.